# غابي تشافيس
غابي تشافيس (بالإنجليزية:  Gabby Chaves)‏ مواليد 7 يوليو 1993 في بوغوتا، هو سائق فورملا 1 كولومبي.

## سباقات شارك فيها
- بطولة فورمولا 3 الإيطالية
- سلسلة إندي كار
- إنديانابوليس 500

## وصلات خارجية
- غابي تشافيس على موقع Racing-Reference.info (الإنجليزية)
- غابي تشافيس على موقع DriverDB.com (الإنجليزية)

- Gabby Chaves official website